# Костюк, Дмитрий Дмитриевич
Дми́трий Дми́триевич Костю́к (укр. Дмитро Дмитрович Костюк, род. 10 апреля 1965, Ворожба, Сумская область) — создатель и генеральный продюсер группы «ВИА Гра» (2000—2011), исполняющий обязанности генерального директора украинского агентства по авторским и смежным правам (УААСП), один из реформаторов системы авторского права на Украине.

## Биография
Родился в городе Ворожба Сумской области. Позже родители переехали в Херсонскую область, в поселок Горностаевка. С детства увлекался музыкой. Учился в Днепропетровском медицинском институте на стоматолога, но никогда не работал по специальности. Во время учёбы в медучилище пел и играл на гитаре в группе.
В постсоветское время стал заниматься шоу-бизнесом. В 1996 году основал первый украинский музыкальный телеканал «БИЗ-ТВ». Плотно сотрудничал с «Интером» и СТБ, делал для них музыкальные программы. Именно Костюку принадлежит идея создания группы «ВИА Гра», основанной в 2000 году совместно с Константином Меладзе.

### ВИА Гра
В 1999 году, являясь владельцем одного из популярных музыкальных каналов Украины — «BIZ-TV», Дмитрию Костюку приходит идея на создание девичьего коллектива. На создание женской поп-группы его подтолкнула популярность таких проектов как «Блестящие» в России и Spice Girls на Западе. На роль музыкального продюсера в проект был приглашён Константин Меладзе, который на тот момент работал в аналогичной должности на телеканале Костюка. Костюком была разработана концепция и стилистика, найдены участницы.
Первой в группу попала Алёна Винницкая, на то время телеведущая канала «Биз-ТВ». Дмитрий предложил девушке участвовать в проекте, но она долго сомневалась, так как предпочитала рок-музыку. Интерес увидеть, что получится из этой затеи, взял верх над сомнениями, и Винницкая согласилась. В ходе кастинга в группу были отобраны ещё две девушки — Юлия Мирошниченко и Марина Кащин (Модина). Было записано несколько песен и уже начали снимать первый клип на песню «Попытка № 5», но по ряду причин Костюк и Меладзе решили проект закрыть.

### УААСП
15 октября 2015 года Дмитрий Костюк вступил в должность исполняющего обязанности руководителя Государственной организации «Украинское Агентство Авторских и Смежных Прав» (УААСП). Об этом продюсер сообщил в социальной сети «Фейсбук».

## Личная жизнь
Был женат два раза. От первого брака есть сын.
До 2008 года был женат на украинской поп-певице Евгении Власовой, от брака с которой у него есть дочь Нина Костюк (род. 4 августа 2004).

## Ссылка
- Официальный сайт группы ВИА Гра Дмитрия Костюка
- Официальный сайт музыкального канала Биз-ТВ